# Charles Jeffreys
Charles Alfred Jeffreys (ur. 7 grudnia 1877 w Oamaru, zm. 18 października 1917 w Koppies) – południowoafrykański strzelec sportowy specjalizujący się w konkurencjach karabinowych, olimpijczyk.
Jeffreys wystartował podczas V Letnich Igrzysk Olimpijskich w 1912 roku w czterech konkurencjach. Najlepszy wynik indywidualnie osiągnął w strzelaniu z karabinu wojskowego z 300 metrów w trzech postawach – zajął 34. miejsce zdobywając 82 punkty. W strzelaniu z karabinu wojskowego z 600 metrów w postawie dowolnej zajął 42., a w strzelaniu z karabinu dowolnego z 300 metrów w trzech postawach 70. miejsce. W konkurencjach drużynowych zajął 4. miejsce w strzelaniu z karabinu wojskowego.